# Neomecynostomum granulum
Neomecynostomum granulum är en plattmaskart som först beskrevs av Jürgen Dörjes 1968.  Neomecynostomum granulum ingår i släktet Neomecynostomum och familjen Mecynostomidae. Inga underarter finns listade i Catalogue of Life.